# Park Chang-sun
Dans ce nom coréen, le nom de famille, Park, précède le nom personnel.
Park Chang-sun (coréen : 박창선) (né le 2 février 1954 à Gimhae en Corée du Sud) est un footballeur international sud-coréen, qui évoluait au poste de milieu de terrain, avant de devenir entraîneur.

## Biographie

### Carrière de joueur

#### Carrière en sélection
Avec l'équipe de Corée du Sud, il joue 30 matchs (pour 7 buts inscrits) entre 1979 et 1986. 
Il figure notamment dans le groupe des sélectionnés lors de la coupe du monde de 1986. Lors du mondial il joue trois matchs : contre l'Argentine, la Bulgarie et enfin l'Italie.
Il participe également à la coupe d'Asie des nations de 1984.

## Palmarès

### Palmarès en club
| Daewoo Royals - Championnat de Corée du Sud (1) : - Champion : 1984. - Ligue des champions (1) : - Vainqueur : 1986. - Coupe afro-asiatique des clubs (1) : - Vainqueur : 1986. |  | Hallelujah - Championnat de Corée du Sud (1) : - Champion : 1983. |

### Palmarès en sélection
Corée du Sud
- Jeux asiatiques (1) :
  - Vainqueur : 1986.